# Hannu Sariola
Hannu Veikko Sariola, född 3 september 1954 Jyväskylä, är en finländsk läkare.
Sariola blev medicine och kirurgie doktor 1984. Sariola, som är specialist i patologi och pediatrisk patologi, är sedan 1999 professor i utvecklingsbiologi vid Helsingfors universitet. Sariolas forskning gäller den molekylära grunden för hur organutvecklingen, bland annat njurarnas utveckling, sker och för hur stamceller differentieras och nervceller utvecklas. För sina vetenskapliga insatser belönades Sariola tillsammans med Mart Saarma 1999 av Society for New Technologies med Innovation of the Year-priset. Åren 1998–2000 verkade Sariola som huvudredaktör för den medicinska tidskriften Duodecim.